# Список эпизодов телесериала «Скользящие»
Ниже приведён список и описание эпизодов американского научно-фантастического телевизионного сериала «Скользящие».
Сериал выходил на экраны с 22 марта 1995 года. Всего вышло 88 эпизодов.

## Обзор
| Сезон | Сезон | Кол-во эпизодов | Премьера | Выход на DVD в США (R1) |
| ----- | ----- | --------------- | -------- | ----------------------- |
|       | 1     | 10              |          |                         |
|       | 2     | 13              |          |                         |
|       | 3     | 25              |          |                         |
|       | 4     | 22              |          |                         |
|       | 5     | 18              |          |                         |

### Первый сезон (1995)
Компания FOX изменила изначальный порядок серий с целью повышения рейтинга за счёт более насыщенных действием серий. Но так как в конце каждой серии, по задумке Трейси Торме, демонстрируется завязка следующей серии, зрители попали в замешательство.
Например, в начале пятой серии «Принц Уэйлсский» показывается окончание шестой серии «Лето любви». Такая же трудность возникает при просмотре восьмой серии «Слабый пол», которая является продолжением показанной позднее серии «Умники».
Изначальный порядок серий со связанными друг с другом началом и продолжением (цифры обозначают порядок показа каналом Fox, перечисленные друг за другом серии обозначают исходный порядок по версии Трейси Торме):
1‒2. «Пилотная серия, Часть 1 и 2» (англ. Sliders, Part 1 and 2)

6. «Лето любви» (англ. Summer of Love)

5. «Принц Уэйлсский» (англ. The Prince of Wails)

3. «Лихорадка» (англ. Fever)

4. «Последние дни» (англ. Last Days)

8. «Слабый пол» (англ. The Weaker Sex)

7. «Умники» (англ. Eggheads)

9. «Король вернулся» (англ. The King is Back)

10. «Лотерея» (англ. Luck of the Draw)
| Номер | Название и краткое содержание | Дата премьеры  | Код   |
| ----- | --- | -------------- | ----- |
| 1     | «Пилотная серия, Часть 1» (англ. Sliders, Part 1) Куин Мэлори, аспирант-физик обнаруживает «Святой Грааль Физики» — путешествие к параллельным измерениям той же самой Земли. Возбуждённый своим открытием, Куин встречается со своими друзьями — Вэйд Велс и профессором Артуро. Думая, что это будет пятичасовое путешествие, они вместе отправляются в параллельный мир. Но сделав мощность портала слишком высокой, они случайно засасывают с собой Рембрандта Брауна. | 22 марта 1995  | 83535 |
|       | |                |       |
| 2     | «Пилотная серия, Часть 2» (англ. Sliders, Part 2) Чудом избежав ледяного торнадо в параллельном Сан-Франциско (сбив при этом настройки таймера), Куин и его трио компаньонов находятся в мире, где Советский Союз победил Америку. Они присоединяются к революционерам, чтобы спасти Рембрандта от заключения, освободить США, и вернуться в свой мир… как им кажется… | 22 марта 1995  | 83535 |
|       | |                |       |
| 3     | «Лихорадка» (англ. Fever) Скользящие пойманы в разорённом болезнью мире, в котором антибиотики никогда не были изобретены. Двойник Куина является «пациентом 0», то есть первым заболевшим — источником эпидемии. За его поимку назначена награда. И прежде чем скользить, Слайдеры должны найти средство против болезни, пока не стало слишком поздно. | 29 марта 1995  | 70402 |
|       | |                |       |
| 4     | «Последние дни» (англ. Last Days) Группа скользит к параллельному измерению, где крупный астероид летит курсом на Землю, и где Эйнштейн никогда не разрешал создание ядерного оружия. Только 48 часов до «Судного Дня» (и 72 часа до следующего скольжения), Артуро лихорадочно работает с Беннишом, эксцентричным, но всё же блестящим молодым учёным, чтобы использовать уравнение Эйнштейна для воссоздания атомной боеголовки — но окажется ли астероид смертельнее атомного оружия?                                                                                                | 5 апреля 1995  | 70404 |
|       | |                |       |
| 5     | «Принц Уэйлсский» (англ. The Prince of Wails) Скользящие перемещатся в мир, где Великобритания выиграла Революцию, и Соединённые Штаты Америки станут Британскими штатами Америки. Местный Артуро имеет убийственный план окончания власти монархии, и Скользящие находятся между выбором: поддержать тиранию монархии или анархию убийства. | 12 апреля 1995 | 70403 |
|       | |                |       |
| 6     | «Лето любви» (англ. Summer of Love) В попытке сбежать от огромных пчел, уничтожающих всех на своем пути, Куин открывает «окно» пораньше. Уэйд и Рембрандт прыгают первыми, после чего проход закрывается. В последнюю минуту Куину удается вновь его открыть и избежать с профессором гибели. Уэйд и Ремми с ужасом осознают, что застряли в новом мире и вынуждены найти приют в поселении хиппи. Куин и Артуро же в это время пытаются понять что произошло в этой реальности, из-за чего в ней царит культура 60-х. "По хронологическому списку серия должна выходить под номером 4" | 19 апреля 1995 | 70401 |
|       | |                |       |
| 7     | «Умники» (англ. Eggheads) В этом параллельном измерении очень уважается интеллект. Куина с Артуро встречают как национальных героев-гениев. Скользящие пытаются найти машину для скольжения, построенную Куином с этой Земли. Попутно профессор решает семейные вопросы с его женой в этом мире, а Куин играет в лиге «Игры умов» (подобие баскетбола, уроков в школе и реверси). | 26 апреля 1995 | 70405 |
|       | |                |       |
| 8     | «Слабый пол» (англ. The Weaker Sex) В этом мире традиционные мужские и женские роли полностью изменены: мужчины остаются дома с детьми и делают работу по дому, в то время как женщины зарабатывают деньги и занимаются политикой. Артуро пытается отстоять права мужчин и даже выдвигает свою кандидатуру на пост мэра. | 3 мая 1995     | 70406 |
|       | |                |       |
| 9     | «Король вернулся» (англ. The King Is Back) Это мир «Плачущего Человека»: Скользящие путешествуют к параллельному измерению, где Рембрант «Плачущий Человек» столь же большая звезда, как Элвис Пресли, но после того, как таинственно «умирает» восемь лет назад Рембрант этого мира, этот мир должен был обходиться двойниками «Плачущего Человека». У нашего Рембрандта появился шанс осуществить свою мечту стать всемирно знаменитым. Однако он понимает, что известность и слава могут быть смертельно опасными.                                                                   | 10 мая 1995    | 70408 |
|       | |                |       |
| 10    | «Лотерея» (англ. Luck of the Draw) Скользящие попадают в мир, который с первого взгляда похож на рай: нет преступности и безработицы, население всей планеты всего 500 млн человек. В каждой стране проводится лотерея, где вместо лотерейных билетов выдают деньги. Победитель целый день может покупать себе всё что угодно, а его семья будет каждый год получать крупную сумму денег. Но цена этой лотереи — смерть (так они регулируют численность населения). И Вейд Велс выигрывает в лотерее.                                                                                   | 17 мая 1995    | 70409 |

### Второй сезон (1996)
В данном сезоне порядок серий также был видоизменён компанией FOX. Изначальный порядок серий (цифры обозначают порядок показа каналом Fox, перечисленные друг за другом серии обозначают исходный порядок по версии Трейси Торме):
11. «Шаг в мистику» (англ. Into the Mystic)
16. «Новое время в том же мире» (англ.  Time Again and World)
15. «Эль Сид» (англ.  El Sid)
12. «Боги любви» (англ.  Love Gods)
14. «Хороший, Плохой, Богатый» (англ.  The Good, the Bad and the Wealthy)
23. «А время-то уходит» (англ.  As Time Goes By)
13. «Джиллиан из мира духов» (англ.  Gillian of the Spirits)
19. «Одержимость» (англ.  Obsession)
22. «Вторжение» (англ.  Invasion)

18. «Пост-травматический синдром скольжения» (англ.  Post Traumatic Slide Syndrome)

17. «Истина в динозаврах» (англ.  In Dino Veritas)

20. «В доску свои ребята» (англ.  Greatfellas)

21. «Молодые и безжалостные» (англ.  The Young and the Relentless)
| Номер | Название и краткое содержание | Дата премьеры  | Код   |
| ----- | --- | -------------- | ----- |
| 11    | «Шаг в мистику» (англ. Into The Mystic) Перед прыжком в этот мир Куин был сильно ранен, и ему нужна срочная квалифицированная помощь. Но этот мир помешан на магии. Кругом гадалки, шаманы, прорицатели и ведьмы. Единственный врач в городе, поколдовав над головой Куина, потребовал большие деньги за свою работу, которых у Скользящих не оказывается. «Доктор» с помощью местной судебной системы потребовал в качестве оплаты мозг Куина. Героям приходится спасаться бегством. Теперь помочь им может только таинственный Колдун, живущий в своем замке. В обмен на схемы, которые хранятся у доктора, он обещает вернуть Скользящих домой. | 1 марта 1996   | K0807 |
|       | |                |       |
| 12    | «Боги любви» (англ. Love Gods) В этом мире из-за бактериологической войны погибает большинство мужского населения планеты. Тех мужчин, кто выжил, помещают в центры Ре-популяции, где они «работают» с 5-6 женщинами в день. Куина, Рембранда и Артуро помещают туда и Вейд приходится выручать их из заточения. | 8 марта 1996   | K0803 |
|       | |                |       |
| 13    | «Джиллиан из мира духов» (англ. Gillian of the Spirits) Во время скольжения следом за прыжком Куина в воронку попадает молния. Из-за этого Куин перемещается в тот же мир, что и остальные Скользящие, но в другое измерение. Куина никто не видит и не слышит, кроме одной девушки, которую все считают сумасшедшей. Таймер же после скольжения сильно повреждён, и нет его починить, так как высокие технологии в этом мире официально запрещены. | 15 марта 1996  | K0810 |
|       | |                |       |
| 14    | «Хороший, Плохой, Богатый» (англ. The Good, the Bad and the Wealthy) Скользящие попадают в мир, где Сан-Франциско находится в штате Техас. Здесь царят порядки Дикого Запада. Биржевые сделки представляют собой игру в покер, хорошие адвокаты здесь это меткие стрелки. Куин прослыл самым быстрым стрелком после «убийства» экс-чемпиона-адвоката. Его нанимают в крупную корпорацию. Но Куин в жизни не держал револьвер в руках. Он ввязывается в грязную корпоративную игру. | 22 марта 1996  | K0805 |
|       | |                |       |
| 15    | «Эль Сид» (англ. El Sid) Куин и его команда попаждают в мир, где Сан-Франциско — тюрьма строгого режима. С ними парень и девушка с прошлого скольжения. Им надо срочно выбираться из тюрьмы, так как она предназначена для смертников. А вскоре должно произойти сильное землетрясение. | 29 марта 1996  | K0802 |
|       | |                |       |
| 16    | «Новое время в том же мире» (англ. Time Again and World) В двух последних скольжениях Вейд становится свидетельницей одного и того же убийства. Она хочет предотвратить его, но человека вновь убивают. Умирающий передаёт Вейд miniCD, там оказывается начало конституции США. А в этом мире люди вообще не знают о своих правах. | 5 апреля 1996  | K0801 |
|       | |                |       |
| 17    | «Истина в динозаврах» (англ. In Dino Veritas) Скользящие оказываются в мире, где Сан-Франциско заповедник. И в нём живут динозавры. Героям приходится спасаться от них и искать потерянный при прыжке таймер. Помощи им ждать не от кого, так как егерь в этом заповеднике — всего лишь голограмма. | 26 апреля 1996 | K0813 |
|       | |                |       |
| 18    | «Пост-травматический синдром скольжения» (англ. Post Traumatic Slide Syndrome) Уставшие от многочисленных скольжений, герои попадают в мир, который они признают своим. Вейд публикует свои дневники о скольжениях и становится популярной. Рембрандт также всем рассказывает историю, приключившуюся с ним и достигает пика своей славы. Профессор присваивает себе изобретение таймера и открывает музей предметов из параллельных миров. Только Куин остаётся в тени. Но вскоре главный герой замечает, что этот мир отличается от того, который он помнил. И значит, это снова не его дом. | 3 мая 1996     | K0812 |
|       | |                |       |
| 19    | «Наваждение» (англ. Obsession) Скользящие попадают в мир, где существуют оракулы, которые могут предсказывать любые события в зависимости от своей специализации. Уэйд встречает здесь принца из своих снов. Этот человек становится Главным Оракулом и не хочет отпускать Уэйд, которую он полюбил. Куин, Рембрандт и Артуро пытаются её выкрасть, но оракулы все знают наперед. | 24 мая 1996    | K0808 |
|       | |                |       |
| 20    | «В доску свои ребята» (англ. Greatfellas) Куин с приятелями приземляются прямо в момент слияния (свадьбы) двух гангстерских семей. Их двойники являются командой «Неприкасаемых» — неподкупных агентов ФБР, которых боятся даже мафиози, от этого у героев начинаются большие проблемы. Скользящие помогают ФБР (которое в этом мире ютится на старом складе) покончить с мафией и продажными политиками в Сан-Франциско. | 31 мая 1996    | K0804 |
|       | |                |       |
| 21    | «Молодые и безжалостные» (англ. The Young and the Relentless) Скользящие приземляются в мир, где те, кому за тридцать, уже являются стариками, а молодёжь занимает важные посты во всех сферах общества. Рембрандта и Артуро арестовывают за то, что они зашли в бар, который был только для молодых. И теперь им двоим приходится отстаивать свои права. В то же время Куину приходится играть роль своего двойника, загадочно погибшего незадолго перед их появлением в этом мире. | 7 июня 1996    | K0814 |
|       | |                |       |
| 22    | «Вторжение» (англ. Invasion) В этом параллельном мире Скользящие встречаются с кромагами — обезьяноподобными уродами. И они вовсе не пришельцы, а жители параллельной земли, которые также могут скользить в другие миры. Их технология гораздо более развита, чем у людей. Цель кромагов — захват всех Земель, которые они встретят. Скользящие попадают в плен. Таймер потерян. Шансов бежать нет. Но у героев оказывается «союзница», которая помогает им совершить скольжение. Она убеждает скользящих, что предаёт кромагов. На самом деле «союзница» не прекращает служить кромагам, и теперь герои находятся в постоянной опасности, о которой не догадываются. | 28 июня 1996   | K0809 |
|       | |                |       |
| 23    | «А время-то уходит» (англ. As Time Goes By) В первом мире, куда попали скользящие, Америкой правит Испания. Героев арестовывают, как нелегальных иммигрантов, но Куину удается сбежать. Он встречает девушку Делин, в которую был влюблён в старших классах, и предлагает ей уйти с ним. С её помощью Куин устраивает побег друзьям и они скользят в другой мир, но Делин не решается на это. В следующем мире Куин вновь встречает её. Делин замужем за музыкантом-алкоголиком, и у неё есть ребёнок. Куин не смог предложить ей отправиться с ним, но зато отправил к человеку, который также был к ней неравнодушен. При скольжении в третий мир все, кроме Вейд, внезапно оказываются в тюремной камере. Их обвиняют в убийстве женщины-полицейской, которой оказалась Делин. Но в этом мире стрелка часов идёт в обратную сторону и неизвестно, будет ли работать таймер. | 12 июля 1996   | K0806 |

### Третий сезон (1996—1997)
И в последнем, демонстрируемом на канале FOX сезоне, порядок серий был, напоследок, изменён. Изначальный порядок серий (цифры обозначают порядок показа каналом Fox, перечисленные друг за другом серии обозначают исходный порядок по версии Трейси Торме):
25. «Обман» (англ. Double Cross)
24. «Правила игры» (англ. Rules of the Game)
33. «Скольжение мёртвого человека» (англ. Dead Man Sliding)
26. «Кислотный тест электрического смерча» (англ. Electric Twister Acid Test)
27. «Страж» (англ. The Guardian)
28. «Повелители снов» (англ. The Dream Masters)
29. «Пустынный шторм» (англ. Desert Storm)
30. «Логово дракона» (англ. Dragonslide)
31. «Огонь внутри» (англ. The Fire Within)
32. «Принц скольжений» (англ. The Prince of Slides)
34. «Произведение искусства» (англ. State of the ART)
35. «Поздравление с жаднеством» (англ. Season’s Greedings)
36. «Самое зверское убийство» (англ. Murder Most Foul)
37. «Скользи как египтянин» (англ. Slide Like an Egyptian)
38. «Потерянный рай» (англ. Paradise Lost)
43. «Самый последний рай» (англ. The Last of Eden)
39. «Исход, часть 1» (англ. The Exodus, Part 1)
40. «Исход, часть 2» (англ. The Exodus, Part 2)
41. «Оставшиеся в живых» (англ. Sole Survivors)
44. «Обратное скольжение тьмы» (англ. The Other Slide of Darkness)
42. «Наседка» (англ. The Breeder)
47. «Stoker» (англ. Stoker)
45. «Ползущий» (англ. Slither)
46. «Диномир» (англ. Dinoslide)
48. «Скольжение по эту сторону рая» (англ. This Slide of Paradise)
| Номер | Название и краткое содержание | Дата премьеры    | Код   |
| ----- | --- | ---------------- | ----- |
| 24    | «Правила игры» (англ. Rules of the Game) Скользящие перемещаются прямиком на борт самолёта, направляющегося к берегам Калифорнии. Все пассажиры говорят о какой-то игре… Но прежде чем, ребятам удается прояснить ситуацию, самолёт начинает падать и Куину с профессором приходится сажать его вручную. После посадки Скользящие оказываются в полуразрушенном городе, где на каждом углу их подстерегает опасность. Теперь они вынуждены взяться за оружие и пройти до конца эту безумную игру, пока их кто-нибудь не убил, будь то андроид или человек… | 20 сентября 1996 | K1805 |
|       | |                  |       |
| 25    | «Обман» (англ. Double Cross) В этом мире группа учёных, которую некогда возглавлял двойник профессора, работает над путешествиями в параллельные миры. После загадочной смерти здешнего Артуро проект возглавила его преемница Логан Сандклэр. Однако до появления Скользящих им так и не удавалось добиться прогресса — все предметы возвращались за сотни миль от первоначального окна и сильно расплавленными. Логан убеждает Куина помочь им в разработке проекта. Однако профессор сомневается в честности их намерений и столь нелогичной смерти Артуро из этого мира. Вместе с Уэйд он пытается докопаться до истины, когда Логан с ужасом узнает, что Куин Мэллори её двойник…                                       | 27 сентября 1996 | K1801 |
|       | |                  |       |
| 26    | «Кислотный тест электрического смерча» (англ. Electric Twister Acid Test) Скользящие оказываются посреди пустыни, где кружат десятки песчаных смерчей. Таймер сходит с ума и они не знают сколько пробудут здесь. После блужданий они натыкаются на поселение среди скал, куда смерчи не доходят. Таймер приходит в норму, но вскоре наступают неприятности. Спустя некоторое время, Скользящие выясняют, что из-за экспериментов по управлению смерчами, магнитное поле на этой Земле было серьёзно изменено. Теперь их единственный шанс убраться отсюда — это хотя бы на время восстановить нормальные природные условия в этом мире…                                                                                     | 4 октября 1996   | K1809 |
|       | |                  |       |
| 27    | «Страж» (англ. The Guardian) Земля здесь вращается чуть медленнее, чем родная Земля Скользящих. Из-за этого и время идёт чуть медленней. Посему они оказываются в мире абсолютно схожем с их миром, но на 12 лет в прошлом. Куин встречает юного себя и всячески пытается защитить от всех опасностей, с которыми некогда столкнулся сам… | 11 октября 1996  | K1803 |
|       | |                  |       |
| 28    | «Повелители снов» (англ. The Dream Masters) Скользящие попадают в мир где у власти стоят «повелители снов». Эти люди, однажды прикоснувшись к вам, могут в последующем проникать в ваши сны. И если они убивают вас во сне, вы умираете по-настоящему. Один из «повелителей снов» прикоснулся к Вейд…Теперь у Куина, Артуро и Рембрандта проблема в том, как избавиться от этого влияния… | 18 октября 1996  | K1808 |
|       | |                  |       |
| 29    | «Пустынный шторм» (англ. Desert Storm) В этом мире вода — главная ценность… Скользящие спасают девушку-телепата. Она из города, в котором живёт народ, женщины которого обладают даром находить воду, исцелять и т. д. Но проблема в том что эта девушка привязалась к пиратам пустыни, которые очень жаждут найти этот город-рай… | 1 ноября 1996    | K1810 |
|       | |                  |       |
| 30    | «Логово дракона» (англ. Dragonslide) Это мир где действительно существует магия и волшебство. Здешние Мелори это могущественный клан волшебников. Однако злой колдун поклялся изничтожить его на корню… И Куину пришлось отстаивать честь рода, хоть он и «параллельный»… | 8 ноября 1996    | K1816 |
|       | |                  |       |
| 31    | «Огонь внутри» (англ. The Fire Within) Из предыдущего мира Скользящие случайно приносят с собой разумный огонь. К сожалению, мир, в который они попали, целиком держится на нефтяной промышленности, от чего большую часть города занимают заводы и нефтескважины. И когда повсюду внезапно начинают разгораться пожары, Куин сразу понимает, кто за этим стоит… | 15 ноября 1996   | K1814 |
|       | |                  |       |
| 32    | «Принц скольжений» (англ. The Prince of Slides) В этом мире женщины в результате эпидемии потеряли способность донашивать плод и эту обязанность выполняют мужчины после операции по пересадке матки. Рембрандт этого мира является герцогом и его жена как раз должна передать плод мужу… но герцог исчез. И тут появляются Скользящие и их Рембрандта принимают за герцога и делают ему операцию. | 22 ноября 1996   | K1815 |
|       | |                  |       |
| 33    | «Скольжение мёртвого человека» (англ. Dead Man Sliding) Куин этого мира является опасным преступником. Правосудие в этом мире представляет собой телешоу и присяжные это зрители. И Куин попадает прямо в центр «шоу-бизнеса». Остальным Скользящим приходится выручать его… | 29 ноября 1996   | K1804 |
|       | |                  |       |
| 34    | «Произведение искусства» (англ. State of the ART) В этом мире людей не осталось. Они были уничтожены андроидами, от которых попытались избавиться люди. Куин и Рембрандт попадаются в лапы к чудовищному экспериментатору, мечтающему перенести разум человека в машину, но он и сам того не зная, оказывается роботом. | 6 декабря 1996   | K1813 |
|       | |                  |       |
| 35    | «Поздравление с жаднеством» (англ. Season’s Greedings) Это мир коммерции, где супермаркеты — это гигантские города, которые парят в воздухе. Скользящие устраиваются в такой магазин работать. Но вскоре выясняется, что покупателей этого магазина с помощью телевидения зомбируют на покупку товаров. И Ремми, любитель посмотреть телевизор, попался в эту мышеловку.. | 20 декабря 1996  | K1806 |
|       | |                  |       |
| 36    | «Самое зверское убийство» (англ. Murder Most Foul) Ребята в мире, где душевнобольных гипнотизируют и помещают в специальный парк с обстановкой XIX века. Артуро внушили что он Шерлок Холмс, и теперь он расследует реальные убийства происходящие в парке, а Куин, в роли доктора Ватсона, старается его из этого состояния вывести. | 3 января 1997    | K1815 |
|       | |                  |       |
| 37    | «Скользи как египтянин» (англ. Slide Like an Egyptian) Скользящие попадают в мир, где Лос-Анджелес — часть Египетской империи, а династии фараонов стоят у власти. Куин узнает, что фараоны тоже скользящие…Герои оказываются заточёнными в одной из пирамид в центре города вместе с гигантским жуком-скарабеем. | 17 января 1997   | K1817 |
|       | |                  |       |
| 38    | «Потерянный рай» (англ. Paradise Lost) В этом мире Скользящие попадают в деревню, где уже 50 лет никто не умирал и не старел. Секрет долголетия и красоты в том, что жители деревни ели слизь остающуюся после обеда подземного монстра-червя. Обедает этот монстр исключительно людьми. И теперь жители деревни хотят скормить червяку Скользящих. | 31 января 1997   | K1818 |
|       | |                  |       |
| 39    | «Исход, часть 1» (англ. The Exodus, Part 1) На эту Землю несутся пульсары, которые через пару дней спалят радиацией всю планету. Скользящие попадают на военную базу, где ведутся разработки по перемещению в параллельные миры. Командующий базой полковник Рикман серьёзно болен и чтобы выжить, ему надо делать себе инъекции спинно-мозговой жидкости, загоняя несчастных жертв в кому. Рикман отобрал необходимых ему для инъекций людей и приготовил их для перемещения в другой мир. Скользящие узнали про намерения Рикмана и поплатились за это смертями мужа Мегги, Артуро (пострадавшего от инъекции Рикмана и заслонившим собой от выстрела Куина) и тем, что они чуть не остались в этом мире на верную гибель… | 21 февраля 1997  | K1824 |
|       | |                  |       |
| 40    | «Исход, часть 2» (англ. The Exodus, Part 2) Вернувшись за Рикманом Скользящие хотят предупредить колонию и рассказать Мегги кто же убил её мужа… Но Рикман сумел бежать… И Мегги присоединяется к Куину, Вейд и Рембрандту для того чтобы поймать Рикмана… | 28 февраля 1997  | K1825 |
|       | |                  |       |
| 41    | «Оставшиеся в живых» (англ. Sole Survivors) Скользящие в мире зомби, из людей почти никого не осталось. Укус одного из зомби заражает Куина. И теперь оставшимся Скользящим надо искать лекарство от этого, пока Куин не стал вместе с другими зомби мешать дальнейшему скольжению. (Возможно, отсылка к роману "Я — легенда") | 7 марта 1997     | K1819 |
|       | |                  |       |
| 42    | «Наседка» (англ. The Breeder) Из предыдущего мира Мегги подцепила существо-симбионт, которое впоследствии стало её контролировать. Теперь задача остальных вытащить эту дрянь из Мегги и не стать принудительными донорами органов. (Явная оглядка на фильмы «Species» — «Особь» и«The Hidden» — «Скрытый враг», «Спрятанный» и т. п.) | 14 марта 1997    | K1823 |
|       | |                  |       |
| 43    | «Самый последний рай» (англ. The Last of Eden) В этом мире существует два типа людей — те кто живёт на поверхности и те кто живёт под землёй. Последние совсем одичали и не пытаются вылезти на поверхность… (В чём-то похоже на роман «Машина Времени» Уэллса) | 28 марта 1997    | K1820 |
|       | |                  |       |
| 44    | «Обратное скольжение тьмы» (англ. The Other Slide of Darkness) Скользящие преземляются в мир, где часть территории покрыта ядовитым туманом. В этом тумане живут приспособившиеся к нему люди и среди них оказывается Рикман. Теперь задача Скользящих не дать ему найти новую жертву… | 11 апреля 1997   | K1802 |
|       | |                  |       |
| 45    | «Ползущий» (англ. Slither) В этом мире Калифорния — часть Мексики. Скользящим приходится спасаться от перестрелки в городе на самолёте. Но этот самолёт терпит крушение в джунглях. И теперь за компанией, которая пытается из этих джунглей выбраться, следует «груз» из самолёта — две огромные ядовитые змеи, и кажется, что они обладают разумом… | 25 апреля 1997   | K1829 |
|       | |                  |       |
| 46    | «Диномир» (англ. Dinoslide) Преследуя Рикмана, скользящие вновь попадают в тот мир куда они переселили людей с военной базы. Но поселения людей разорены, лагеря разбиты..Виной тому динозавры живущие на этой земле, а особенно Тираннозавр Рекс… Скользящим приходится бороться и с Рексом и с Рикманом… Но Рикман снова ускользает от них. | 2 мая 1997       | K1827 |
|       | |                  |       |
| 47    | «Stoker» (англ. Stoker) Охотясь за Рикманом в этом мире, герои теряют Вейд — она попадает под гипнотическое влияние рок-группы «STOKER» (которые вдобавок ещё и вампиры). Вампиры, преследуемые в этом мире, хотят поскорее куда-нибудь убраться и тут им представляется возможность скользить в параллельный мир. Они собираются обменять Вейд на таймер, но естественно, у них ничего не получается… (Название - отсылка к имени Брэма Стокера, автора романа "Дракула".) | 9 мая 1997       | K1826 |
|       | |                  |       |
| 48    | «Скольжение по эту сторону рая» (англ. This Slide of Paradise) На этой земле Калифорния представляет собой цепь островов. И на одном из островов живёт «доктор Моро» — учёный который выращивает полулюдей-полуживотных, выбрасывая неудачные образцы за территорию лаборатории. К этим «образцам» попадает Рикман, а скользящие приходят в лабораторию…Впоследствии лабораторию разносят неудавшиеся творения, Рикман погибает, а Куинн отправляет Уэйд и Ремми, посредством таймера, отобранного у Рикмана, на свою родную Землю. | 16 мая 1997      | K1828 |

### Четвертый сезон (1997—1999)
| Номер | Название и краткое содержание | Дата премьеры   | Код   |
| ----- | --- | --------------- | ----- |
|       | |                 |       |
| 49    | «Генезис» (англ. Genesis) После трёх месяцев скольжений Куин и Мегги возвращаются на родную Землю Куина. Там они узнают, что этот мир захвачен кромагами, а Ремми и Вейд у них в плену. Куин и Мегги присоединяются к сопротивлению. Попав в лагерь военнопленных, они находят Ремми. Вейд отвозят в репродукционный центр на другой Земле. При попытке побега Куин попадает в тюрьму, где встречает свою мать. От неё Куин узнает, что истинные родители Куина были слайдерами, на их Земле была война с кромагами, и родители переместили Куина и его брата в разные Земли. | 8 июня 1998     | K2801 |
| 50    | «Пан или пропал» (англ. Prophets and Loss) На этой земле царят мир и гармония. Почти все население Америки — свято верующие в Великого Оракула, а наука — ересь. Особо верующие попадают в мир избранных посредством портала. Однако это чудо устройство — всего лишь гигантская микроволновка. Скользящие поплатились за эту информацию — их таймер был конфискован, а их самих собирались подвернуть химической реконфигурации (промывке мозгов). Слайдерам удаётся бежать и присоединиться к отряду «Радикальных Рационалистов». Теперь им надо открыть глаза людей на то, что есть «истинная» вера. | 8 июня 1998     | K2805 |
|       | |                 |       |
| 51    | «Полигон» (англ. Common Ground) Прибыв на Землю 147, Мегги спасает рабочего, который впоследствии оказывается кромагом, командиром гарнизона на этой Земле. Позже Скользящие попадают в плен к кромагам, но Кроманус (так звали того командира) в благодарность за его спасение предоставляет им полную свободу передвижения по лагерю. Они узнают, что этот лагерь — гигантский полигон, и подопытными крысами в испытаниях оружия здесь являются люди… В этом лагере разрабатывается страшнейшее оружие, способное покончить с человечеством на всех Землях… И Скользящим необходимо помешать кромагам в разработке такого оружия. | 15 июня 1998    | K2810 |
|       | |                 |       |
| 52    | «Виртуальное скольжение» (англ. Virtual Slide) Приземлившись в этот мир, герои оказываются в центре гигантского взрыва. Очнувшись, Мэгги обнаруживает, что она в госпитале на Земле-1! И люди на ней избавились от кромагов! Но что-то здесь не так… Она вновь просыпается в госпитале и врач говорит, что это была виртуальная реальность, необходимая для восстановления организма, и её друзья также принимают сеанс «виртуальной терапии». Но Мэгги снова обнаруживает, что и этот мир не реальный…Она оказывается в городе, где все люди находятся в виртуальной реальности и при этом работают, развлекаются… Но самое главное, они пропустили скольжение! И теперь им либо ждать 29 лет нового, либо построить машину для перехода, но Куин не помнит как он её строил и не хочет её восстанавливать, он и Ремми всё время входят в виртуальную реальность, отстраняясь от реальности настоящей. Но и это оказывается не реальным… Куин и Ремми выкрадывают Мэгги из медицинского центра, где от неё путём виртуальной реальности пытались узнать секрет скольжения… | 22 июня 1998    | K2807 |
|       | |                 |       |
| 53    | «Убийца миров» (англ. World Killer) Приземлившись в этот мир Скользящие обнаруживают Сан-Франциско с опустевшими улицами, и домами — нигде нет людей! Они натыкаются на двойника Куина — малость сумасшедшего изобретателя. Который своим экспериментом по антигравитации стёр всех остальных жителей планеты. Оказывается, все эти люди находятся в параллельном мире (вот уж демографический взрыв :о) . И теперь их надо вернуть назад… | 29 июня 1998    | K2804 |
|       | |                 |       |
| 54    | «Брат мой, где ты?» (англ. Oh Brother. Where Art Thou?) Прибыв в мир, где не знали слово технический прогресс, Куин находит своего брата Колина! Он был отшельником-учёным, который пытался донести свои изобретения в массы, за что и получал гнилыми помидорами по физиономии. Доказав Колину, что они действительно братья, Куин берёт его с собой. В следующем мире, с высокоразвитыми криогенными технологиями и где все люди носят метки ДНК, Колин по своей простоте попадает в переделку. Одна девица, «жутко скорбящая по своему дядюшке», просит Колина выкрасть его из криогенного холодильника, так как он не имеет метки и сможет пройти через систему охраны…Но справедливость вновь торжествует, и жуткую семейку садят в тюрьму, дядюшку вновь в холодильник, а Колин возвращается к Куину. | 6 июля 1998     | K2811 |
|       | |                 |       |
| 55    | «Только скажи да» (англ. Just Say Yes) В этом мире наркотики не только легальны, но и обязательны для всего населения, чтобы все жили мирно и счастливо. За этим следят специальные агенты фармакологи и, если кто-то несчастлив, вкалывают им транквилизатор. Колина и Мегги «привили» и отправили в специальный дом, чтобы они жили вместе в счастье и гармонии. Но агент ошибся с дозой для Куина, тот вместе с Ремми сбежал. Озверевший работник «Департамента по распространению наркотиков» посылает за беглецами агента, получившего дозу редко применяющегося наркотика… | 13 июля 1998    | K2809 |
|       | |                 |       |
| 56    | «Параллельный кошмар» (англ. The Alternateville Horror) Спрятавшись от кислотного ливня в отеле, Скользящие даже не догадывались что их ждет…В отеле словно поселился полтергейст: летают предметы, мигает свет, появляются головы в машинах для льда, странный сосед зарегистрировавшийся под именем Джон Смитт…А тут ещё пропадает Колин. От хозяйки отеля они узнают, что в одной из комнат отеля есть странное явление-воронка и в этой комнате пропал её сын. С помощью аппаратуры «Джона Смитта», который оказывается охотником за привидениями, Куин обнаруживает, что воронка это портал между мирами в котором застряли их двойники-слайдеры и Колин с сыном хозяйки отеля…Им удается разделить два мира и вернуть двойников на их Землю, а Колина и сына хозяйки на эту. | 20 июля 1998    | K2803 |
|       | |                 |       |
| 57    | «Ловушка» (англ. Slidecage) Сломав код в микрочипах, что достались от родителей, Куин смог перенастроить таймер. Следующая остановка — их родной мир. Но при скольжении они попадают в странное место… Голографическая запись Майкла Мелори сообщает им, что это ЛОВУШКА — специальный проект позволяющий защитить их мир от вторжения кромагов и других захватчиков. Однажды попав в ловушку, вы остаетесь в ней навсегда. Как же им оттуда выбраться? | 27 июля 1998    | K2815 |
|       | |                 |       |
| 58    | «Убежище» (англ. Asylum) Скользящим приходится прыгать из падающего самолёта и Куин с Ремми тяжело пострадали. Но этот мир разорен кромагами, больницы переполнены, и помощь получить негде. Колину удается уговорить доктора Грейс помочь им. Рембрандт довольно быстро выздоравливает, а вот Куин находится в коме. Вдобавок ко всему Мегги обнаруживает, что за Грейс охотятся иностранные спецслужбы чтобы захватить. А ведь она единственная надежда Куина — она знает технику лечения кромагов. | 17 августа 1998 | K2813 |
|       | |                 |       |
| 59    | «Калифорнийский рейх» (англ. California Reich) В этом мире Америкой правит нацистская организация, цель которой — избавить Америку от «цветных» эмигрантов. На улице Ремми задерживают и отправляют в репатриационный лагерь. Повсюду в городе работают «зомби» без рта, общественности говорят, что это киборги. Но скользящие узнают, что это репатриированные люди, над которыми была проведена генетическая операция. Теперь Скользящим надо вызволить Ремми и рассказать общественности о цене их благополучия… | 24 августа 1998 | K2802 |
|       | |                 |       |
| 60    | «В долинах смерти» (англ. The Dying Fields) Скользящие попадают на тренировочную базу кромагов. Там они встречают полумагов (смесь кромагов и людей). На эту базу привозились люди с разных Земель, и на них охотились полумаги. Те из людей, кто сумел продержаться определённое время, отпускался домой. Во время одной из стычек Ремми был смертельно ранен. Куин смог захватить одну женщину-полумага. Он понял, что у полумагов всё же остались человеческие черты: любовь и сострадание. И эта женщина-полумаг вылечивает Ремми… | 31 августа 1998 | K2812 |
|       | |                 |       |
| 61    | «В эфире Липшиц» (англ. Lipschitz Live) Во время этого скольжения из-за нестабильности воронки Куин и Колин преземляются в одной части города, а Ремми и Бекс в другой. Как им найти друг друга? Куин и Колин оставляют сообщение в отеле «Чандлер» где они останавливаются практически в каждом мире. Но Ремми и Мегги, придя в отель, не получают его. В этом мире самым популярным шоу является шоу Липшица, когда идёт это шоу жизнь в городе замирает все смотрят телевизор. Куин решает пробраться на шоу в надежде, что Ремми и Мегги заметят его, ведь совсем скоро скольжение. И его надежды оправдались… | 30 ноября 1998  | K2814 |
|       | |                 |       |
| 62    | «Мать и ребёнок» (англ. Mother and Child) На этой земле Скользящие встречают женщину с ребёнком. Она бежала из центра репродукции кромагов вместе с ребёнком — будущим полумагом. Кристина, так её звали, рассказала, что она знала Вейд и что её перевели на другую Землю. Захватив компьютер кромагов Скользящие узнают координаты Земли Кристины, но найти координаты Земли на которую отвезли Вейд им не удается — им приходится бежать в мир Кристины. На этой планете нет кромагов, учёные изобрели вирус который убивает кромагов. А следовательно и ребёнка Кристины. Отец Кристины работник секретной лаборатории, где создали вирус. Он рассказал, что существует противоядие, но для ребёнка-полукромага он его не даст. И тут в этот мир скользит кромаг одетый в защитный костюм — отец ребёнка. Притворившись папенькой с благими намерениями спасти ребёнка, он помогает выкрасть противоядие. Но целью его был ребёнок, с его антителами против вируса. Получив ребёнка кромаги смогут беспрепятственно захватить этот мир…                                 | 7 декабря 1998  | K2819 |
|       | |                 |       |
| 63    | «Паутина» (англ. Net Worth) Скользив в этот мир Куин и Рембрандт оказываются внутри здания, отделённые непробиваемой стеклянной стеной от Мегги и Колина которые остаются снаружи..Все люди в этом мире поделены на две части: Он-Лайнеры, которые живут в зданиях, сообщающихся между собой, но закрытых от окружающего мира, используют высокие технологии и постоянно сидят в Интернете, и Офф-Лайнеры — все остальные, которым чужды такие технологии. Одна девушка принимает Куина за Рика, парня с которым она познакомилась в чате. А Мегги и Колин встречают Рика (который оказывается оффлайнером, сумевшим подключиться к сети), который успел нарваться на уличную банду. Эта банда смогла проникнуть в дом девушки (сбылась их мечта о богатстве), и решила там немного позабавиться. Но Куин с приятелями помогает их «выселить» и сквозь классовые предрассудки помочь любви Рика. | 11 января 1999  | K2806 |
|       | |                 |       |
| 64    | «Путешествие по проволоке» (англ. Slide By Wire) На этой Земле США воюет с СССР. Чтобы выиграть в этой войне, они создают супер пилотов, путём имплантации у них повышается скорость реакции и т. п., но сами они превращаются в практически бездумный придаток для самолёта. Скользящим приходится бежать из этого мира, но вместо «их» Мегги скользит Мегги из этого мира. В мире, куда они попали, этот обман довольно скоро обнаруживается так как псевдо-Мегги участвовала в проекте суперпилотов и ей было необходимо подпитывать имплантат, иначе она умрет… А в это время настоящую Мегги хотят прооперировать для второй стадии эксперимента суперпилотов, и им для этого нужна только её голова… Куин, Колин, Ремми и псевдо-Мегги возвращаются на предыдущую землю и при помощи мужа Мегги на этой Земле производят обмен… | 18 января 1999  | K2820 |
|       | |                 |       |
| 65    | «Утопия» (англ. Data World) Как всегда, Скользящие останавливаются в отеле «Чандлер». Это роскошное здание, но из него их не выпускают. Оказывается, Скользящие попали в подобие виртуальной реальности где оболочкой является отель, а они лишь программы… Главный в этом заведении некто Арчибальд Чандлер. На просьбу Скользящих отпустить их, он ответил отказом и в наказание за такие действия стер Мегги с компьютера… Куину, Ремми и Колину теперь надо проверить, а не завалялась ли в компьютере резервная копия Мегги… | 19 марта 1999   | K2808 |
|       | |                 |       |
| 66    | «Путь на запад» (англ. Way Out West) Эта Земля в стиле дикого Запада. При приземлении на неё Колина ранит банда «мистера К». Но его подбирает и выхаживает хозяйка близлежащего ранчо. Мужа хозяйки убила банда «мистера К», которым была нужна его земля… Колин пытается защитить их от нападок банды… А тем временем чтобы достать лошадей для поисков Колина, Мегги пришлось устроиться певицей в местный салун (где она имела огромный успех). В конце концов Скользящие собираются все в месте и встречают «мистера К», который оказывается их старым знакомым кромагом Калитаром (он сидел с ними в Ловушке)… | 26 марта 1999   | K2821 |
|       | |                 |       |
| 67    | «Ради ближнего своего» (англ. My Brother’s Keeper) Попав в этот мир, Куин и Колин идут в лабораторию, где работает Куин этого мира. Они становятся свидетелями неудачного эксперимента, в ходе которого Куин-двойник теряет зрение…В этом мире это не проблема, так как богатые люди выращивают своих клонов, которые становятся донорами органов для них (вот и решение проблемы совместимости органов). И настоящего Куина принимают за клона! Теперь у него возьмут глаза для пересадки Куину-двойнику! Мегги, Колин и Ремми похищают Куина из госпиталя, но это оказался клон, который даже не мог толком говорить (а зачем их обучать, ведь от них требуются только органы), настоящий Куин все ещё в больнице. Колин, Мегги и Ремми присоединяются к группе, борющейся за права клонов… С их помощью они спасают Куина. | 2 апреля 1999   | K2816 |
|       | |                 |       |
| 68    | «Бездна» (англ. The Chasm) Скользящие попадают в городок, который похож на рай. Нет насилия и вражды, все дружелюбны и счастливы…Но в этом городке есть девочка, которая взяла на себя бремя страхов и ужасов этого города. Ремми узнает что это «бремя» заставляет людей бросаться в «Бездну» — шахту в центре пещеры. Тот, кто находится рядом с обречённым во время его падения, берет это бремя на себя…рядом с этой девочкой оказался Ремми, а Куин поддался спокойствию и миролюбию города и решил отказаться от скольжений…Остальным же приходится бороться с кошмарами и ужасами, спокойствием и благоденствием…Виной всему машина, находящаяся под городом, она забирает негативную энергию жителей города и вкладывает её в одного человека, который, не вынося этих страданий, бросается в «Бездну» (и попадает в криогенную камеру, дабы сохранить эту энергию в себе)… | 9 апреля 1999   | K2817 |
|       | |                 |       |
| 69    | «Дороги, которые мы выбираем» (англ. Road Taken) Ремми и Колин скользят в мир, где Америка разорена войной, но скользят они без Куина и Мегги! Куин и Мегги появляются лишь через несколько минут. Остановившись в гостинице Чандлер, Куин и Мегги впадают в лихорадку. Военный врач после осмотра сказал, что у них все симптомы старения! Колин и Ремми замечают в их номере странный призрак, появляющийся время от времени. Молодой человек представился Томасом Мелори, сыном Мегги и Куина. Он сказал что из-за возмущения воронки «часть» Куина и Мегги отделилась и дала начало новой, но нестабильной вселенной. И чтобы вернуть Куину и Мегги их начальное состояние, их надо соединить с их двойниками из нестабильной вселенной, но это сотрёт созданный мир…После этих действий Ремми и Колин вновь попадают в этот мир, но уже с Куином и Мегги, которые хранят в себе память их двойников… | 16 апреля 1999  | K2822 |
|       | |                 |       |
| 70    | «Разоблачение» (англ. Revelations) Остановившись в этом мире, Куин читает дешёвый фантастический рассказ, который подробно рассказывает о путешествиях в параллельные миры, о мутантах Громагах (чем не кромаги?)…Куин встречается с автором рассказа Иссаком Кларком и узнает, что тот тоже Скользящий, что он знал Михаэля и Кристин Мелори (так звали родителей Куина и Колина), что в их мире они смогли изгнать кромагов, и что он знает координаты этого мира! Попав в этот мир, Скользящие принимают его за родной дом Куина и Колина, но вскоре они замечают различия в их родителях …от Иссака они узнают, что это был всего обман, позволивший ему вернуться в этот мир из ссылки, что в этом мире кромаги это второсортная раса, подвергшаяся уничтожению биологическим оружием, которая лишь стараниями Иссака и таких же, как он людей была спасена от полного истребления… Это не их дом… | 23 апреля 1999  | K2823 |

### Пятый сезон (1999—2000)
| Номер | Название и краткое содержание | Дата премьеры    | Код   |
| ----- | --- | ---------------- | ----- |
| 71    | «Отклеившийся человек» (англ. The Unstuck Man) Выпав из воронки, Мэгги и Рембрант обнаруживают, что Куин и Колин исчезли, а вместо них с ними оказался какой-то незнакомец, который заявляет, что он и есть Куин. В попытке понять, что же произошло, они обнаруживают, что в исчезновении Куина и Колина повинен Оберон Гейгер, физик, который изобрёл дьявольскую машину, способную сливать параллельные миры в один. В результате экспериментов Гейгер застрял в одной из воронок и в реальном мире может существовать только в виде голограммы, защищённой магнитным экраном. Незнакомец же — это Куин из этого мира, и лишь отчасти тот, которого знают они. В результате эксперимента Гейгера во время перемещения Квин слился с Квином из этого мира. Колин пропал бесследно. При помощи Дианы, ассистентки доктора Гейгера, скользящие покидают этот мир с надеждой вернуть когда-нибудь хотя бы Куина. Диана следует вместе с ними. | 11 июня 1999     | E0801 |
|       | |                  |       |
| 72    | «Прикладная физика» (англ. Applied Physics) В этом мире Диана, пытаясь найти способ вернуть Куина, встречает своего двойника, которая, кажется, сделала всё, чтобы испортить себе жизнь. И конечно же из самых светлых чувств, Диана решает помочь самой себе. К несчастью, в этом мире есть всё для создания устройства, подобного тому, над которым она работала вместе с Гейгером. Первый же эксперимент привлекает в этот мир Гейгера, который зол на Диану из-за её предательства. | 18 июня 1999     | E0804 |
|       | |                  |       |
| 73    | «Друзья и враги» (англ. Strangers and Comrades) В мире, затерянном в гиперпространстве, идёт война между людьми из мира Куина и кромагами. Эта война началась с того, что отряду из мира Куина было приказано охранять бункер в этом пустынном мире. Никто не знает, что находится в бункере, но все стремятся им завладеть. Скользящие распечатывают бункер, и перед ними оказывается заветная мечта — РЕЙДЕР — оружие, способное уничтожить кромагов. Но оказалось, что в мире Куина оно разрушило и всю экологию. | 25 июня 1999     | E0809 |
|       | |                  |       |
| 74    | «Великий труд» (англ. The Great Work) На одиноком острове посреди океана расположен обыкновенный монастырь с самой обыкновенной общиной верующих. Но в монастыре что-то не так — странные звуки, странные люди, странное место. Вскоре скользящие узнают, что некогда на этой Земле была развитая наука, а «монахи» собирают Великий Труд — все научные достижения этого мира. Но к острову уже причалил пиратский корабль. | 9 июля 1999      | E0806 |
|       | |                  |       |
| 75    | «От новых к старым Богам» (англ. New Gods for Old) Мэллори получает в одном из миров тяжёлое ранение. Единственный способ излечиться для него — испить «воду жизни». А это значит — потерять своё «я». В этой воде находятся наномеханизмы, подавляющие личность и образующие коллективный разум. Более того, когда скользящие забирают Мэллори в другой мир, они заносят с собой и эту заразу. | 16 июля 1999     | E0810 |
|       | |                  |       |
| 76    | «Пожалуйста нажмите кнопку» (англ. Please Press One) Этим миром управляет мегакорпорация «Дэйта Юнивёрсал». Всё здесь находится в её руках, никто не смеет сказать слово против. Когда Мэгги не сумела воспользоваться аппаратом компании, её похитил один из автоматов «Дэйты». По прибытии в офис корпорации выяснилось, что её двойник не очень то стремилась сотрудничать с «Дэйта Юнивёрсал». В реестре компании оказались два человека с одним и тем же номером. Поэтому у Рембрандта, Дианы и Мэллори осталось очень мало времени, чтобы спасти Мэгги, пока лишняя единица не уничтожена. | 23 июля 1999     | E0808 |
|       | |                  |       |
| 77    | «Афера» (англ. A Current Affair) Есть ли у президента подружка? Такой вопрос волнует всё население США на этой Земле. А подружка президента не кто иная, как Мэгги Бэккет. Мэгги нечаянно налетела на президента перед объективами тысяч камер, а Администрация Белого дома решила сделать из этого случая роман, чтобы поднять рейтинг президента и отвлечь внимание общественности от войны со Швейцарией. Естественно, при помощи самых передовых технических средств. Но осталась ещё одна проблема — есть один человек, который знает об этой афере и может всё раскрыть. А лучший свидетель — мёртвый свидетель. Теперь скользящим осталось обвинить президента в убийстве, прежде чем он совершит его. | 30 июля 1999     | E0805 |
|       | |                  |       |
| 78    | «The Java Jive» (англ. Java Jive) Кофеин в этом мире вне закона. Запрет порождает мафию, подобную той, что была в нашем мире в США во времена «сухого закона», а также маленькие клубы, где всегда можно вкусить запретный плод, и продажных полицейских. Двойник Рембрандта — один из этих полицейских. Скользящие попадают в самый центр разборки между мафией, маленьким клубом и полицией. Мафия похищает Рембрандта и Мэллори, а Мэгги и Диана пытаются их спасти, договорившись с местным полицейским. | 6 августа 1999   | E0807 |
|       | |                  |       |
| 79    | «Возвращение Мэгги Бэккет» (англ. The Return of Maggie Beckett) В 1947 году в Росуэлле эта Земля вступила в контакт с пришельцами. Поэтому космические технологии здесь развиты в большей степени, нежели на нашей Земле. Подполковник Маргарет Бэккет была командиром корабля, отправившегося на Марс, но на обратном пути он потерпел крушение и все члены экипажа погибли, по версии правительства, но кое-кто с ней не согласен. И когда здесь появляется Мэгги, на неё начинается охота. С одной стороны, этим занимается Министерство обороны, а с другой — организация, желающая узнать правду о гибели астронавтов. В конце концов, Генерал Бэккет (отец Мегги в этом мире) решился обнародовать правду — астронавты не погибли в космосе, они вернулись на Землю, но все получили смертельную дозу радиации, поскольку в пути испортилась радиационная защита корабля. | 13 августа 1999  | E0812 |
|       | |                  |       |
| 80    | «Простое скольжение» (англ. Easy Slider) Каждое новое скольжение всё дальше уносит тебя от родного мира. Хотя рядом друзья, ты всё чаще ощущаешь одиночество. Возникает желание бросить всё и осесть в каком-нибудь спокойном мире. Эта мысль зарождается у Мэллори, когда он встречает красавицу Сэм. В этом мире все поставлено на сохранение экологии, двигатели внутреннего сгорания вне закона, за их использования полагается смерть. Но если Мэллори останется, то станет пятым мужем лидера байкерской банды, объявленной вне закона. | 20 августа 1999  | E0813 |
|       | |                  |       |
| 81    | «Реквием» (англ. Requiem) Рембрандта преследуют странные видения, галлюцинации, переходящие в реальность. Он думает, что сошёл с ума. Но оказывается, что это Вэйд пытается с ним связаться. Кромаги интегрировали её в свой центральный компьютер, и теперь пытаются с её помощью прорваться в свой родной мир. Вэйд открывает портал, и скользящие оказываются на базе кромагов, где уже готовится вторжение. Оказывается, это была ловушка — кромаги провоцировали «крики» Вэйд с помощью электроимпульсов. Друзья видят, что кромаги сделали с Вейд — её превратили в биоробота, к её мозгу подключены провода для получения энергии открытия нового портала. С помощью Вэйд скользящие уничтожают базу и бегут из этого мира. Вэйд погибает. | 10 сентября 1999 | E0802 |
|       | |                  |       |
| 82    | «Карта разума» (англ. Map of the Mind) В этом мире не любят умников. Ты должен быть, как все, и ничем не выделяться из толпы. Должен быть ни хуже, а самое главное, ни лучше других. Диане грозит полная потеря разума в мире, где всем несогласным перекраивают мозг. | 17 сентября 1999 | E0811 |
|       | |                  |       |
| 83    | «Тысяча смертей» (англ. A Thousand Deaths) На Земле, разорённой войной и голодом, правит сумасшедший магнат. Он использует мир виртуальной реальности для удовлетворения своих садистских потребностей, а заодно и наживается на этом. Скользящие решают устроить себе небольшой виртуальный отпуск. Но где та грань, что отделяет фантазии от реальности? И существует ли эта грань? Самым главным вопросом остаётся: сможет ли человек, переживающий множество очень реалистичных смертей в VR, остаться в живых в реальности. Ответы на эти вопросы скользящим предстоит узнать, спасая Мэгги из лап Виртуального Маньяка. | 24 сентября 1999 | E0815 |
|       | |                  |       |
| 84    | «Тяжёлый металл» (англ. Heavy Metal) Скользящие попали в ловушку. Их выбросило из воронки посреди океана. К счастью, смерть им не грозит, так как их подобрал капитан проходящего судна. Но проблема в другом — таймер больше не работает, а капитан наотрез отказался доставить их в Калифорнию. Они могли бы вызвать вертолёт, но здесь не изобрели ничего, что могло бы летать, потому что в этом мире нет алюминия. К тому же, судно атаковано пиратами. Возможно, с их помощью скользящим удастся вернуться. С другой стороны, возможно, предположение о смерти было неверным. | 1 октября 1999   | E0814 |
|       | |                  |       |
| 85    | «Поймать скользящего» (англ. To Catch a Slider) Таймер снова вышел из строя. На этот раз проблема гораздо серьёзней. Пытаясь отремонтировать его, Диана обнаруживает, что основной кристалл таймера рассыпался. Однако таймер должен заработать вновь, и чем быстрей, тем лучше. Кристалл стоит бешеные деньги, которых нет. Тогда скользящие решают украсть кристалл. А потом убраться с этой Земли. | 14 января 2000   | E0816 |
|       | |                  |       |
| 86    | «Пыль» (англ. Dust) Скользящих выбрасывает на горячий песок пустыни. В поисках Лос-Анджелеса они натыкаются на археологическую экспедицию, которая проводит раскопки в этой пустыне. В результате раскопок выясняется, что Лос-Анджелес погиб в катастрофе более четырёхсот лет назад. А это означает, что этот мир опередил наш в развитии на несколько сотен лет. | 21 января 2000   | E0817 |
|       | |                  |       |
| 87    | «Око смерча» (англ. Eye of the Storm) Чудом выдержавшая воронка выбрасывает скользящих в мире, где, кажется, наступает конец света. Растёт колоссальный энергетический смерч. Рембрандт, Мэгги, Мэллори и Диана бегут в Чандлер, где находят группу несчастных, пытающихся укрыться от катаклизма, а также старого знакомого — Оберона Гейгера. Оказывается, в результате своих экспериментов в этом мире, Гейгер сжал вселенную до размеров городского квартала. Гейгер сообщил, что проект рекомбинации полностью провалился, и самое большее, что он смог — создать неустойчивый пространственный пузырь, в котором он и живёт. Гейгер утверждает, что может «разделить» Квина, друзья соглашаются, но оказывается, что он опять обманул. На самом деле он сам хотел «соединиться» с Квином — это и было его целью с самого начала экспериментов. В конце друзья спасают этот мир от энергетического смерча и скользят дальше. Гейгер погибает, но перед смертью успевает передать Диане диск с координатами родных миров друзей. | 28 января 2000   | E0803 |
|       | |                  |       |
| 88    | «Пророк» (англ. The Seer) Скользящие счастливы, они предвкушают возвращение домой. Диана вводит координаты, оставленные Гейгером. Друзья думают, что вернулись, в этом мире друзей сразу после прибытия встречают как национальных героев. Но этот мир оказался не их миром. Здесь живёт Пророк — человек, который видел в своих видениях практически все приключения скользящих. Свои видения он отображает в картинах. Все люди здесь помешаны на этой легенде. Снимаются сериалы, пишутся книги, создаются фан-клубы. Этот мир когда-то был порабощен кромагами. Но здесь был придуман синтетический вирус, смертельный для кромагов и безвредный для людей. Скользящие пытаются добыть этот вирус для уничтожения кромагов в будущих мирах, но для его получения требуется два дня, а времени мало. Оказалось, что вирус содержится в крови любого из местных жителей, и скользящие берут кровь у одного из фанов. При следующем скольжении скользящие погибнут — так утверждает Пророк. Но герои твёрдо намерены совершить следующее скольжение, этому противятся все. Тем временем, враги уничтожают таймер. Скользящие думают, что остались здесь навсегда. С помощью друзей герои проникают в оставшуюся после кромагов лабораторию и находят там машину для перемещения. В результате сражений с врагами машина была испорчена, и Диана утверждает, что энергии хватит для скольжения только одного человека, в противном случае все четверо погибнут от перегрузки. Видимо, это и имел в виду Пророк. Слайдеры не решаются совершать скольжение. Рембрант делает себе инъекцию крови с вирусом против кромагов, прощается с друзьями и прыгает в воронку, зная, что, скорее всего, его ждет мгновенная смерть. Напоследок он говорит, что Пророк скажет им, что с ним произойдет. Воронка закрывается, Пророк умирает от сердечного приступа. Скользящие не имеют представления, что им делать дальше. | 4 февраля 2000   | E0818 |